# Språkförsvaret
Språkförsvaret, La Defensa de la Lengua, es una red sin vínculos con partidos políticos. Fue creada en 2005 y trabaja para fortalecer la lengua sueca y contrarrestar la llamada pérdida de dominio (lo que ocurre cuando una lengua deja de utilizarse en un ámbito). La Defensa de la Lengua admite la utilidad del inglés como lengua de comunicación internacional, pero opina que la posición actual del inglés como lengua mundial a largo plazo amenaza la posibilidad de sobrevivir de otras lenguas, entre ellas la sueca.
La Defensa de la Lengua opina que el poliglotismo tiene un valor propio y que la lengua sueca necesita ser defendida a causa del ingreso de Suecia en la UE y la cada vez más presente internacionalización.
La Defensa de la Lengua ha elaborado su propia propuesta para una Ley de Lenguas para Suecia, así como una serie de otros documentos, entre ellos sobre la política lingüística para las universidades y la comunidad lingüística escandinava. La red también era instancia consultativa durante la elaboración de la nueva Ley de Lenguas.
La red ha actuado también a través de una serie de debates y seminarios sobre diferentes aspectos de la posición de la lengua sueca.
Desde que la Ley de Lenguas entró en vigor el 1 de julio de 2009 la red ha actuado para que la ley se aplique a la más amplia escala posible de la sociedad. También ha tratado de probar el alcance de la nueva ley por medio de una serie de denuncias ante el Defensor del Pueblo. Una de ellas denunciaba el uso del gobierno de direcciones electrónicas en inglés. Esta última fue aprobada por el Defensor del Pueblo.
- Datos: Q2096109